# Tudelilla
Tudelilla település Spanyolországban, La Rioja autonóm közösségben. Tudelilla Arnedo, Bergasa, Ocón és El Villar de Arnedo községekkel határos. Lakosainak száma 367 fő (2024).

## Népesség
A település népessége az elmúlt években az alábbi módon változott:
| Lakosok száma | 412  | 389  | 429  | 419  | 371  | 367  | 349  | 361  | 320  | 367  |
|               | 2001 | 2004 | 2007 | 2009 | 2012 | 2014 | 2017 | 2019 | 2022 | 2024 |